# Pedone isolato
|   | a | b | c | d | e | f | g | h |   |
| 8 | a7 pedone del nero · c7 pedone del nero · g7 pedone del nero · d6 pedone del nero · h6 pedone del nero · b5 pedone del bianco · h5 pedone del bianco · b4 pedone del bianco · c4 pedone del bianco · e4 pedone del bianco · g4 pedone del bianco | a7 pedone del nero · c7 pedone del nero · g7 pedone del nero · d6 pedone del nero · h6 pedone del nero · b5 pedone del bianco · h5 pedone del bianco · b4 pedone del bianco · c4 pedone del bianco · e4 pedone del bianco · g4 pedone del bianco | a7 pedone del nero · c7 pedone del nero · g7 pedone del nero · d6 pedone del nero · h6 pedone del nero · b5 pedone del bianco · h5 pedone del bianco · b4 pedone del bianco · c4 pedone del bianco · e4 pedone del bianco · g4 pedone del bianco | a7 pedone del nero · c7 pedone del nero · g7 pedone del nero · d6 pedone del nero · h6 pedone del nero · b5 pedone del bianco · h5 pedone del bianco · b4 pedone del bianco · c4 pedone del bianco · e4 pedone del bianco · g4 pedone del bianco | a7 pedone del nero · c7 pedone del nero · g7 pedone del nero · d6 pedone del nero · h6 pedone del nero · b5 pedone del bianco · h5 pedone del bianco · b4 pedone del bianco · c4 pedone del bianco · e4 pedone del bianco · g4 pedone del bianco | a7 pedone del nero · c7 pedone del nero · g7 pedone del nero · d6 pedone del nero · h6 pedone del nero · b5 pedone del bianco · h5 pedone del bianco · b4 pedone del bianco · c4 pedone del bianco · e4 pedone del bianco · g4 pedone del bianco | a7 pedone del nero · c7 pedone del nero · g7 pedone del nero · d6 pedone del nero · h6 pedone del nero · b5 pedone del bianco · h5 pedone del bianco · b4 pedone del bianco · c4 pedone del bianco · e4 pedone del bianco · g4 pedone del bianco | a7 pedone del nero · c7 pedone del nero · g7 pedone del nero · d6 pedone del nero · h6 pedone del nero · b5 pedone del bianco · h5 pedone del bianco · b4 pedone del bianco · c4 pedone del bianco · e4 pedone del bianco · g4 pedone del bianco | 8 |
| 7 | a7 pedone del nero · c7 pedone del nero · g7 pedone del nero · d6 pedone del nero · h6 pedone del nero · b5 pedone del bianco · h5 pedone del bianco · b4 pedone del bianco · c4 pedone del bianco · e4 pedone del bianco · g4 pedone del bianco | a7 pedone del nero · c7 pedone del nero · g7 pedone del nero · d6 pedone del nero · h6 pedone del nero · b5 pedone del bianco · h5 pedone del bianco · b4 pedone del bianco · c4 pedone del bianco · e4 pedone del bianco · g4 pedone del bianco | a7 pedone del nero · c7 pedone del nero · g7 pedone del nero · d6 pedone del nero · h6 pedone del nero · b5 pedone del bianco · h5 pedone del bianco · b4 pedone del bianco · c4 pedone del bianco · e4 pedone del bianco · g4 pedone del bianco | a7 pedone del nero · c7 pedone del nero · g7 pedone del nero · d6 pedone del nero · h6 pedone del nero · b5 pedone del bianco · h5 pedone del bianco · b4 pedone del bianco · c4 pedone del bianco · e4 pedone del bianco · g4 pedone del bianco | a7 pedone del nero · c7 pedone del nero · g7 pedone del nero · d6 pedone del nero · h6 pedone del nero · b5 pedone del bianco · h5 pedone del bianco · b4 pedone del bianco · c4 pedone del bianco · e4 pedone del bianco · g4 pedone del bianco | a7 pedone del nero · c7 pedone del nero · g7 pedone del nero · d6 pedone del nero · h6 pedone del nero · b5 pedone del bianco · h5 pedone del bianco · b4 pedone del bianco · c4 pedone del bianco · e4 pedone del bianco · g4 pedone del bianco | a7 pedone del nero · c7 pedone del nero · g7 pedone del nero · d6 pedone del nero · h6 pedone del nero · b5 pedone del bianco · h5 pedone del bianco · b4 pedone del bianco · c4 pedone del bianco · e4 pedone del bianco · g4 pedone del bianco | a7 pedone del nero · c7 pedone del nero · g7 pedone del nero · d6 pedone del nero · h6 pedone del nero · b5 pedone del bianco · h5 pedone del bianco · b4 pedone del bianco · c4 pedone del bianco · e4 pedone del bianco · g4 pedone del bianco | 7 |
| 6 | a7 pedone del nero · c7 pedone del nero · g7 pedone del nero · d6 pedone del nero · h6 pedone del nero · b5 pedone del bianco · h5 pedone del bianco · b4 pedone del bianco · c4 pedone del bianco · e4 pedone del bianco · g4 pedone del bianco | a7 pedone del nero · c7 pedone del nero · g7 pedone del nero · d6 pedone del nero · h6 pedone del nero · b5 pedone del bianco · h5 pedone del bianco · b4 pedone del bianco · c4 pedone del bianco · e4 pedone del bianco · g4 pedone del bianco | a7 pedone del nero · c7 pedone del nero · g7 pedone del nero · d6 pedone del nero · h6 pedone del nero · b5 pedone del bianco · h5 pedone del bianco · b4 pedone del bianco · c4 pedone del bianco · e4 pedone del bianco · g4 pedone del bianco | a7 pedone del nero · c7 pedone del nero · g7 pedone del nero · d6 pedone del nero · h6 pedone del nero · b5 pedone del bianco · h5 pedone del bianco · b4 pedone del bianco · c4 pedone del bianco · e4 pedone del bianco · g4 pedone del bianco | a7 pedone del nero · c7 pedone del nero · g7 pedone del nero · d6 pedone del nero · h6 pedone del nero · b5 pedone del bianco · h5 pedone del bianco · b4 pedone del bianco · c4 pedone del bianco · e4 pedone del bianco · g4 pedone del bianco | a7 pedone del nero · c7 pedone del nero · g7 pedone del nero · d6 pedone del nero · h6 pedone del nero · b5 pedone del bianco · h5 pedone del bianco · b4 pedone del bianco · c4 pedone del bianco · e4 pedone del bianco · g4 pedone del bianco | a7 pedone del nero · c7 pedone del nero · g7 pedone del nero · d6 pedone del nero · h6 pedone del nero · b5 pedone del bianco · h5 pedone del bianco · b4 pedone del bianco · c4 pedone del bianco · e4 pedone del bianco · g4 pedone del bianco | a7 pedone del nero · c7 pedone del nero · g7 pedone del nero · d6 pedone del nero · h6 pedone del nero · b5 pedone del bianco · h5 pedone del bianco · b4 pedone del bianco · c4 pedone del bianco · e4 pedone del bianco · g4 pedone del bianco | 6 |
| 5 | a7 pedone del nero · c7 pedone del nero · g7 pedone del nero · d6 pedone del nero · h6 pedone del nero · b5 pedone del bianco · h5 pedone del bianco · b4 pedone del bianco · c4 pedone del bianco · e4 pedone del bianco · g4 pedone del bianco | a7 pedone del nero · c7 pedone del nero · g7 pedone del nero · d6 pedone del nero · h6 pedone del nero · b5 pedone del bianco · h5 pedone del bianco · b4 pedone del bianco · c4 pedone del bianco · e4 pedone del bianco · g4 pedone del bianco | a7 pedone del nero · c7 pedone del nero · g7 pedone del nero · d6 pedone del nero · h6 pedone del nero · b5 pedone del bianco · h5 pedone del bianco · b4 pedone del bianco · c4 pedone del bianco · e4 pedone del bianco · g4 pedone del bianco | a7 pedone del nero · c7 pedone del nero · g7 pedone del nero · d6 pedone del nero · h6 pedone del nero · b5 pedone del bianco · h5 pedone del bianco · b4 pedone del bianco · c4 pedone del bianco · e4 pedone del bianco · g4 pedone del bianco | a7 pedone del nero · c7 pedone del nero · g7 pedone del nero · d6 pedone del nero · h6 pedone del nero · b5 pedone del bianco · h5 pedone del bianco · b4 pedone del bianco · c4 pedone del bianco · e4 pedone del bianco · g4 pedone del bianco | a7 pedone del nero · c7 pedone del nero · g7 pedone del nero · d6 pedone del nero · h6 pedone del nero · b5 pedone del bianco · h5 pedone del bianco · b4 pedone del bianco · c4 pedone del bianco · e4 pedone del bianco · g4 pedone del bianco | a7 pedone del nero · c7 pedone del nero · g7 pedone del nero · d6 pedone del nero · h6 pedone del nero · b5 pedone del bianco · h5 pedone del bianco · b4 pedone del bianco · c4 pedone del bianco · e4 pedone del bianco · g4 pedone del bianco | a7 pedone del nero · c7 pedone del nero · g7 pedone del nero · d6 pedone del nero · h6 pedone del nero · b5 pedone del bianco · h5 pedone del bianco · b4 pedone del bianco · c4 pedone del bianco · e4 pedone del bianco · g4 pedone del bianco | 5 |
| 4 | a7 pedone del nero · c7 pedone del nero · g7 pedone del nero · d6 pedone del nero · h6 pedone del nero · b5 pedone del bianco · h5 pedone del bianco · b4 pedone del bianco · c4 pedone del bianco · e4 pedone del bianco · g4 pedone del bianco | a7 pedone del nero · c7 pedone del nero · g7 pedone del nero · d6 pedone del nero · h6 pedone del nero · b5 pedone del bianco · h5 pedone del bianco · b4 pedone del bianco · c4 pedone del bianco · e4 pedone del bianco · g4 pedone del bianco | a7 pedone del nero · c7 pedone del nero · g7 pedone del nero · d6 pedone del nero · h6 pedone del nero · b5 pedone del bianco · h5 pedone del bianco · b4 pedone del bianco · c4 pedone del bianco · e4 pedone del bianco · g4 pedone del bianco | a7 pedone del nero · c7 pedone del nero · g7 pedone del nero · d6 pedone del nero · h6 pedone del nero · b5 pedone del bianco · h5 pedone del bianco · b4 pedone del bianco · c4 pedone del bianco · e4 pedone del bianco · g4 pedone del bianco | a7 pedone del nero · c7 pedone del nero · g7 pedone del nero · d6 pedone del nero · h6 pedone del nero · b5 pedone del bianco · h5 pedone del bianco · b4 pedone del bianco · c4 pedone del bianco · e4 pedone del bianco · g4 pedone del bianco | a7 pedone del nero · c7 pedone del nero · g7 pedone del nero · d6 pedone del nero · h6 pedone del nero · b5 pedone del bianco · h5 pedone del bianco · b4 pedone del bianco · c4 pedone del bianco · e4 pedone del bianco · g4 pedone del bianco | a7 pedone del nero · c7 pedone del nero · g7 pedone del nero · d6 pedone del nero · h6 pedone del nero · b5 pedone del bianco · h5 pedone del bianco · b4 pedone del bianco · c4 pedone del bianco · e4 pedone del bianco · g4 pedone del bianco | a7 pedone del nero · c7 pedone del nero · g7 pedone del nero · d6 pedone del nero · h6 pedone del nero · b5 pedone del bianco · h5 pedone del bianco · b4 pedone del bianco · c4 pedone del bianco · e4 pedone del bianco · g4 pedone del bianco | 4 |
| 3 | a7 pedone del nero · c7 pedone del nero · g7 pedone del nero · d6 pedone del nero · h6 pedone del nero · b5 pedone del bianco · h5 pedone del bianco · b4 pedone del bianco · c4 pedone del bianco · e4 pedone del bianco · g4 pedone del bianco | a7 pedone del nero · c7 pedone del nero · g7 pedone del nero · d6 pedone del nero · h6 pedone del nero · b5 pedone del bianco · h5 pedone del bianco · b4 pedone del bianco · c4 pedone del bianco · e4 pedone del bianco · g4 pedone del bianco | a7 pedone del nero · c7 pedone del nero · g7 pedone del nero · d6 pedone del nero · h6 pedone del nero · b5 pedone del bianco · h5 pedone del bianco · b4 pedone del bianco · c4 pedone del bianco · e4 pedone del bianco · g4 pedone del bianco | a7 pedone del nero · c7 pedone del nero · g7 pedone del nero · d6 pedone del nero · h6 pedone del nero · b5 pedone del bianco · h5 pedone del bianco · b4 pedone del bianco · c4 pedone del bianco · e4 pedone del bianco · g4 pedone del bianco | a7 pedone del nero · c7 pedone del nero · g7 pedone del nero · d6 pedone del nero · h6 pedone del nero · b5 pedone del bianco · h5 pedone del bianco · b4 pedone del bianco · c4 pedone del bianco · e4 pedone del bianco · g4 pedone del bianco | a7 pedone del nero · c7 pedone del nero · g7 pedone del nero · d6 pedone del nero · h6 pedone del nero · b5 pedone del bianco · h5 pedone del bianco · b4 pedone del bianco · c4 pedone del bianco · e4 pedone del bianco · g4 pedone del bianco | a7 pedone del nero · c7 pedone del nero · g7 pedone del nero · d6 pedone del nero · h6 pedone del nero · b5 pedone del bianco · h5 pedone del bianco · b4 pedone del bianco · c4 pedone del bianco · e4 pedone del bianco · g4 pedone del bianco | a7 pedone del nero · c7 pedone del nero · g7 pedone del nero · d6 pedone del nero · h6 pedone del nero · b5 pedone del bianco · h5 pedone del bianco · b4 pedone del bianco · c4 pedone del bianco · e4 pedone del bianco · g4 pedone del bianco | 3 |
| 2 | a7 pedone del nero · c7 pedone del nero · g7 pedone del nero · d6 pedone del nero · h6 pedone del nero · b5 pedone del bianco · h5 pedone del bianco · b4 pedone del bianco · c4 pedone del bianco · e4 pedone del bianco · g4 pedone del bianco | a7 pedone del nero · c7 pedone del nero · g7 pedone del nero · d6 pedone del nero · h6 pedone del nero · b5 pedone del bianco · h5 pedone del bianco · b4 pedone del bianco · c4 pedone del bianco · e4 pedone del bianco · g4 pedone del bianco | a7 pedone del nero · c7 pedone del nero · g7 pedone del nero · d6 pedone del nero · h6 pedone del nero · b5 pedone del bianco · h5 pedone del bianco · b4 pedone del bianco · c4 pedone del bianco · e4 pedone del bianco · g4 pedone del bianco | a7 pedone del nero · c7 pedone del nero · g7 pedone del nero · d6 pedone del nero · h6 pedone del nero · b5 pedone del bianco · h5 pedone del bianco · b4 pedone del bianco · c4 pedone del bianco · e4 pedone del bianco · g4 pedone del bianco | a7 pedone del nero · c7 pedone del nero · g7 pedone del nero · d6 pedone del nero · h6 pedone del nero · b5 pedone del bianco · h5 pedone del bianco · b4 pedone del bianco · c4 pedone del bianco · e4 pedone del bianco · g4 pedone del bianco | a7 pedone del nero · c7 pedone del nero · g7 pedone del nero · d6 pedone del nero · h6 pedone del nero · b5 pedone del bianco · h5 pedone del bianco · b4 pedone del bianco · c4 pedone del bianco · e4 pedone del bianco · g4 pedone del bianco | a7 pedone del nero · c7 pedone del nero · g7 pedone del nero · d6 pedone del nero · h6 pedone del nero · b5 pedone del bianco · h5 pedone del bianco · b4 pedone del bianco · c4 pedone del bianco · e4 pedone del bianco · g4 pedone del bianco | a7 pedone del nero · c7 pedone del nero · g7 pedone del nero · d6 pedone del nero · h6 pedone del nero · b5 pedone del bianco · h5 pedone del bianco · b4 pedone del bianco · c4 pedone del bianco · e4 pedone del bianco · g4 pedone del bianco | 2 |
| 1 | a7 pedone del nero · c7 pedone del nero · g7 pedone del nero · d6 pedone del nero · h6 pedone del nero · b5 pedone del bianco · h5 pedone del bianco · b4 pedone del bianco · c4 pedone del bianco · e4 pedone del bianco · g4 pedone del bianco | a7 pedone del nero · c7 pedone del nero · g7 pedone del nero · d6 pedone del nero · h6 pedone del nero · b5 pedone del bianco · h5 pedone del bianco · b4 pedone del bianco · c4 pedone del bianco · e4 pedone del bianco · g4 pedone del bianco | a7 pedone del nero · c7 pedone del nero · g7 pedone del nero · d6 pedone del nero · h6 pedone del nero · b5 pedone del bianco · h5 pedone del bianco · b4 pedone del bianco · c4 pedone del bianco · e4 pedone del bianco · g4 pedone del bianco | a7 pedone del nero · c7 pedone del nero · g7 pedone del nero · d6 pedone del nero · h6 pedone del nero · b5 pedone del bianco · h5 pedone del bianco · b4 pedone del bianco · c4 pedone del bianco · e4 pedone del bianco · g4 pedone del bianco | a7 pedone del nero · c7 pedone del nero · g7 pedone del nero · d6 pedone del nero · h6 pedone del nero · b5 pedone del bianco · h5 pedone del bianco · b4 pedone del bianco · c4 pedone del bianco · e4 pedone del bianco · g4 pedone del bianco | a7 pedone del nero · c7 pedone del nero · g7 pedone del nero · d6 pedone del nero · h6 pedone del nero · b5 pedone del bianco · h5 pedone del bianco · b4 pedone del bianco · c4 pedone del bianco · e4 pedone del bianco · g4 pedone del bianco | a7 pedone del nero · c7 pedone del nero · g7 pedone del nero · d6 pedone del nero · h6 pedone del nero · b5 pedone del bianco · h5 pedone del bianco · b4 pedone del bianco · c4 pedone del bianco · e4 pedone del bianco · g4 pedone del bianco | a7 pedone del nero · c7 pedone del nero · g7 pedone del nero · d6 pedone del nero · h6 pedone del nero · b5 pedone del bianco · h5 pedone del bianco · b4 pedone del bianco · c4 pedone del bianco · e4 pedone del bianco · g4 pedone del bianco | 1 |
|   | a | b | c | d | e | f | g | h |   |

Negli scacchi, un pedone isolato è un pedone per il quale non vi sono pedoni dello stesso schieramento nelle colonne adiacenti. Nel finale, i pedoni isolati sono una debolezza perché non possono essere difesi da altri pedoni. In questo diagramma, il pedone e4 bianco e il pedone a7 nero sono isolati.  (Vedi anche pedone arretrato e pedoni doppiati.)
Ci sono almeno due ragioni che rendono deboli i pedoni isolati.  
La prima è che i pezzi che li attaccano hanno generalmente più elasticità dei pezzi che li difendono. Ciò significa che i pezzi che li attaccano sono generalmente in grado di fare qualcos'altro (minacciare un guadagno di materiale, lo scacco matto, etc.) rispetto a quelli che sono vincolati alla difesa del pedone. Un pezzo che sta attaccando un pedone può anche tralasciare l'attacco per fare qualcos'altro, al contrario del pezzo difensore che deve rimanere al suo posto finché l'attaccante (o gli attaccanti) si sono spostati.
La seconda ragione è che la casa immediatamente dopo un pedone isolato è debole, non potendo essere attaccata da un pedone, né da una torre nella prima traversa. Quindi un pedone isolato fornisce un buon esempio di ciò che Steinitz chiamava casa debole.
Un pedone di Donna isolato (ossia un pedone isolato nella colonna d) è considerato da molti come un caso particolare. La debolezza di un tale pedone consiste nel fatto che esso deve essere difeso, e la casa debole davanti ad esso (cioè d5 per il Bianco) è di particolare importanza. Tuttavia la presenza delle importanti colonne aperte c ed e, così come gli avamposti in e6 e c6 consentono al giocatore con un pedone isolato di donna delle buone possibilità di attacco nel mediogoco. Dopo che viene raggiunto il finale, queste possibilità di attacco diventano meno concrete, e la debolezza del pedone isolato si fa sentire maggiormente. Il giocatore con un pedone isolato di Donna deve cercare perciò di trarre profitto dalle sue possibilità di attacco nel mediogioco.